# (6983) Komatsusakyo
(6983) Komatsusakyo est un astéroïde de la ceinture principale.

## Description
(6983) Komatsusakyo est un astéroïde de la ceinture principale. Il fut découvert le 17 décembre 1993 à Oizumi par Takao Kobayashi. Il présente une orbite caractérisée par un demi-grand axe de 3,22 UA, une excentricité de 0,13 et une inclinaison de 7,8° par rapport à l'écliptique.

## Compléments